# Феоктист (патриарх Румынский)
Патриа́рх Феокти́ст (рум. Patriarhul Teoctist; в миру Тоа́дер Арэпа́шу, рум. Toader Arăpaşu; 7 февраля 1915, Точилень, Ботошани, Румыния — 30 июля 2007, Бухарест, Румыния) — епископ Румынской православной церкви, с 1986 года до кончины был её предстоятелем с титулом Архиепископ Бухарестский, Митрополит Мунтенский и Добруджийский, Наместник Кесарии Каппадокийской, Митрополит Унгро-Влашский, Патриарх всея Румынии.

## Биография
Родился 7 февраля 1915 года в селе Точилень Ботошанского уезда на северо-востоке Молдовы. Был десятым из одиннадцати детей Димитру и Маргиоалы Арапашу. Окончил начальную школу в родном селе.
В 1928 году поступил в скит Сихэстрия, принадлежащий Монастырю Ворона, расположенному вблизи его родного села. В течение года обучался в духовной семинарии в Монастыре Нямц. Продолжил обучение в Монастыре Черника.
6 августа 1935 года принял монашеский постриг в Монастыре Быстрица Ясской архиепископии. 4 января 1937 года после окончания семинарии в Монастыре Черника епископом Иларионом (Мирчей) был рукоположён в сан иеродиакона, а в 25 марта 1945 года после окончания Бухарестского Богословского факультета со званием лиценциата богословия епископом Ботошанский Валерием (Могланом) был рукоположён в сан иеромонаха.
В сане архимандрита был викарием митрополита Молдавии и Сучавы, обучаясь одновременно на факультете филологии и философии в Яссах.
28 февраля 1950 года в храме святого Спиридона Нового в Бухаресте хиротонисан в сан епископа Ботошанского, викария патриарха Румынского. Хиротонию совершили: Патриарх Румынский Юстиниан, митрополит Олтенский Фирмилиан (Марин), епископ Нижне-Дунайский Кесарий (Пэунеску).
В течение двенадцати лет руководил различными отделами Румынской патриархии: был секретарем Священного синода, ректором Богословского института в Бухаресте.
28 июля 1962 года был избран, а 16 сентября — утверждён епископом Арадским.
В апреле 1963 года конгресс Румынской православной епископии Америки избрал его своим правязщи архиереем, а Синод Румынской православной церкви одобрил это избрание и присвоил ему звание архиепископа. Однако он так и не смог получить визы, из-за чего не смог вступить в должность управляющего румынской православной епископией США и Канады.
С 12 декабря 1969 года по 10 января 1971 года временно управлял Орадской епископией.
С 1973 года — архиепископ Крайовы и митрополит Олтенский, с 1977 года — архиепископ Ясский, митрополит Молдавии и Сучавы. Занимая митрополию Молдавии и Сучавы (вторую по значению после патриаршей) Феоктист проявил особую заботу о духовной семинарии в Нямецком монастыре, о пастырских и миссионерских курсах для священнослужителей, о специальных курсах для сотрудников митрополии, расширил издательскую деятельность.
Им опубликовано около шестисот статей, выступлений, часть из которых вошла в четырёхтомное собрание. Патриарх Феоктист являлся депутатом Великого национального собрания Румынии (1975—1989).
Патриаршество Феоктиста было одним из самых долгих в истории Румынской православной церкви. Он был предстоятелем в период гонений на церковь со стороны коммунистической власти (1986—1989), и затем управлял церковью при трех румынских президентах после революции 1989 года.
Патриарх Феоктист с момента поступления в монастырь Сихастрия в 1928 году посвятил более семидесяти лет своей жизни служению Румынской православной церкви. После румынской революции в 1989 году патриарх Феоктист был обвинен в «пособничестве коммунистическому режиму», в связи с чем он в 1990 году решил подать в отставку. После нескольких недель пребывания в монастыре Синая и молитв патриарх изменил своё решение и вновь встал во главе церкви.

## Кончина и погребение
Патриарх Феоктист скончался 30 июля 2007 года на 93-м году жизни от сердечного приступа, случившегося вскоре после перенесённой операции на предстательной железе. 3 августа в кафедральном соборе во имя святых равноапостольных Константина и Елены в Бухаресте состоялось отпевание и погребение патриарха, в которых приняла участие официальная делегация Русской православной церкви во главе с митрополитом Крутицким и Коломенским Ювеналием. Торжественное заседание Священного синода Румынской православной церкви транслировалось в прямом эфире национального румынского телевидения. На отпевании в храме присутствовали президент Румынии Траян Бэсеску и другие официальные лица. Тело патриарха было погребено в юго-западной части собора Константина и Елены.

## Награды
- Цепь ордена Звезды Румынии (2007 год, посмертно)[5]
- Большой крест ордена Звезды Румынии (1999 год)
- Орден Республики (14 сентября 2010 года, Молдавия, посмертно) — в знак глубокой признательности за выдающийся вклад в воссоздание Бессарабской митрополии и особые заслуги в возрождении румынской духовности и продвижении православных христианских ценностей[6][7]